# Мороксит
Мороксит (англ. moroxite, нем. moroxit, исп. moroxita), также морохит, апатитовый шпат или голубой спаржевик — разновидность апатита  голубовато-зелёного цвета; одна из разновидностей апатита, получивших собственные названия. Коллекционный и, в очень редких случаях, поделочный камень. Открыт в 1798 году.

## Описание
Мороксит имеет густой голубовато-зелёный цвет (в Энциклопедическом Словаре Брокгауза и Ефрона специфический цвет минерала был образно охарактеризован как «цвет селезня»), иногда с беловатым, коричневым и другими оттенками. Сингония — гексагональная. Блеск — от стеклянного до мутного. Просвечивает, мутный. Цвет черты — белый. Твёрдость минерала — 5, плотность — 3,1—3,2 г/см³. Спайность несовершенная. Излом раковистый. Форма выделения — гексагональные призматические кристаллические зернистые агрегаты, сплошные массы. Для кристаллов характерно наличие притуплённых рёбер. Размеры кристаллов крупные.
Разновидность апатита под этим названием была найдена и описана в 1798 году в норвежском месторождении близ города Арендал.
Название минерала происходит от греч.  «мороксос» — названия разновидности трубчатой глины синего цвета, либо греч.  «морос» — «тупой» (по притуплённым рёбрам). Первоначально это название получили синевато-зелёные кристаллы апатита из месторождения в Арендале, однако впоследствии оно распространилось и на аналогичные камни, обнаруживавшиеся в других месторождениях.

## Месторождения
Встречается мороксит в магматических горных породах (в первую очередь — в нефелиновых сиенитах), гидротермальных и пневматолитовых жилах, а также в контактах[прояснить].
Крупные известные месторождения мороксита — в российском Прибайкалье, на берегах реки Слюдянки, а также в Норвегии (близ Арендала) и в Квебеке, Канада.

## Музейные экспонаты
Несколько примечательных образцов мороксита, добытых на реке Слюдянке, хранятся в Горном музее Санкт-Петербургского государственного горного института. Это большой призматический кристалл, а также группа призматических кристаллов мороксита в кальците.

## Применение
Мороксит представляет интерес в качестве коллекционного материала, крайне редко (из-за хрупкости и невысокой твёрдости) используется в качестве эксклюзивного поделочного камня.